# Neckeropsis boniana
Neckeropsis boniana là một loài Rêu trong họ Neckeraceae. Loài này được (Besch.) Touw & Ochyra miêu tả khoa học đầu tiên năm 1987.